# Taharana concavi
Taharana concavi är en insektsart som beskrevs av Zhang 1990. Taharana concavi ingår i släktet Taharana och familjen dvärgstritar. Inga underarter finns listade i Catalogue of Life.